# ゲームバランス
ゲームバランスは、ゲームの解説として使用される用語のひとつ。ゲームの難易度と快適さについてのバランスを指す。

## 概要
ゲームバランスは、ゲームを成立させるために取られた均衡（バランス）を総称したもので、特にコンピュータゲームやテーブルゲームの難易度についてのバランスを指す。バランスをとるためにキャラクターやアイテムの性能を上げることを「バフ（buff）」、その逆を「ナーフ（nerf）」と呼ぶ。
ゲームバランスにはさまざまな要素が関わっているが、主要なものとして難易度と快適さのバランスがある。ゲームが易し過ぎたり、逆に難し過ぎたりする場合にはゲームバランスは良いとは言えない。評論家の荻上チキは、「操作的快楽」「攻略的快楽」「上達的快楽」の3つをゲーム性と呼び、これらのゲーム性を効果的にプレイヤーに与えるように設計されたゲームのことを「ゲームバランスが高い」と評価するのだと述べている。
ゲームバランスはコンピュータゲームを面白くするために欠かせない。ゲームシステムが一定のゲーム性を持つものであれば、あとはゲームバランスがそのゲームの楽しさを決める、とも言える。しかし、「楽しさや面白さとは何か」ということを判断するのは難しいため、ゲームバランスという言葉は、しばしば曖昧に使用されている。